# Eat Your Salad
Chansons représentant la Lettonie au Concours Eurovision de la chanson
The Moon is Rising
(2021) Aijā
(2023)
Eat Your Salad (en anglais Mange ta salade) est la chanson représentant la Lettonie au Concours Eurovision de la chanson 2022. Elle est interprétée par le groupe Citi Zēni.

## Composition
Selon le groupe, la chanson fut créée « pour rendre un sujet difficile, facile à digérer et amusant à écouter ». Deux principales sources d'inspiration sont citées pour la chanson : l'une était un ami végétalien de Jānis qui portait une chemise qui disait « Au lieu de viande, je mange de la chatte », et l'autre était un participant à une émission de cuisine télévisée lettone qui l'a convaincu de changer le point de vue de Jānis sur l'environnement et, à la fin, le mettre au défi de créer une chanson basée sur cet idéal et de « développer cela en une chanson qui ne serait pas déprimante ».
La chanson parle de l'attrait d’être végétalien et d'un mode de vie respectueux de l'environnement. Le premier couplet parle des activités écologiques du groupe. Le deuxième couplet est rempli de nombreuses références sexuelles, faisant référence à une femme respectueuse de l'environnement qui attire le groupe. Le refrain combine les messages du véganisme et la façon dont cette caractéristique est sexuellement désirable.

## Sélection
Le 7 octobre 2021, LTV ouvre une période de soumission de deux mois pour permettre aux chanteurs et auteurs-compositeurs intéressés de participer au processus d'audition pour Supernova 2022. Toutes les inscriptions doivent provenir d'un auteur-compositeur-interprète âgé d'au moins seize ans et citoyen letton, les écrivains étrangers n'étant autorisés que s'ils contribuent à un tiers ou moins de l'inscription. Un jury composé de représentants des principales stations de radio de Lettonie évalue les chansons, en étant informé uniquement du titre de la chanson (et non de l'interprète). 16 compositions sont sélectionnés par le jury pour participer au concours. Les candidatures sélectionnées sont annoncées le 5 janvier 2022. En plus des seize artistes initiaux en compétition, LTV organise un vote en ligne entre le 10 et le 14 janvier 2022 pour déterminer une dix-septième chanson.
La demi-finale a lieu le 5 février 2022. Dix chansons sont sélectionnées par un jury professionnel et un télévote lors d'un vote partagé 50/50. Eat Your Salad se qualifie en finale.
La finale a lieu le 12 février 2022. Le gagnant est déterminé par un jury professionnel et un télévote lors d'un vote partagé 50/50. Eat Your Salad remporte la finale, en recevant le plus de points du jury et des téléspectateurs, et représentera la Lettonie au Concours Eurovision de la chanson 2022.

## Eurovision
Le Concours Eurovision de la chanson comprend deux demi-finales et la grande finale. À l'exception du pays hôte et du Big Five (France, Allemagne, Italie, Espagne et Royaume-Uni), les dix pays ayant obtenu le plus de points lors d'une demi-finale sont qualifiés pour la finale.
Le tirage au sort place la chanson lettonne dans la première demi-finale le 10 mai 2022.
La chanson est la deuxième de la soirée, suivant Boys Do Cry interprétée par Marius Bear pour la Suisse et précédant Sentimentai interprétée par Monika Liu pour la Lituanie.
Lors de la prestation, la chanson est censurée en raison de certaines paroles explicites. La première phrase de la chanson est à l'origine être « Au lieu de viande, je mange des légumes et de la chatte » ; cependant, le mot "chatte" n'est pas dite par le chanteur, alors que l'on entend la foule remplir les paroles absentes.
La Lettonie ne se qualifie pas pour la finale. Elle obtient la quatorzième place sur dix-sept participants avec 55 points.

### Points attribués à l'Albanie
| Score     | Télévote | Jury                           |
| --------- | -------- | ------------------------------ |
| 12 points |          | Portugal                       |
| 10 points | Lituanie |                                |
| 8 points  |          |                                |
| 7 points  |          |                                |
| 6 points  |          |                                |
| 5 points  | Ukraine  |                                |
| 4 points  |          | - Grèce - Islande - Moldavie   |
| 3 points  |          | - Bulgarie - Slovénie          |
| 2 points  |          | - Arménie - Lituanie - Suisse  |
| 1 point   | Pays-Bas | - Autriche - Danemark - Italie |